# Oxyagrion brevistigma
Oxyagrion brevistigma – gatunek ważki z rodziny łątkowatych (Coenagrionidae). Występuje na terenie Ameryki Południowej.